# Tour d'Autriche 2013
La 65e édition du Tour d'Autriche a eu lieu du 30 juin au 7 juillet 2013. L'épreuve fait partie de l'UCI Europe Tour, dans la catégorie 2.HC.

## Présentation
Le Tour d'Autriche a la particularité de se dérouler chaque année en même temps que le Tour de France et son plateau est donc composé de coureurs ne participant pas au Tour. Le Tour d'Autriche offre cependant chaque année un parcours montagneux qui permet donc aux seconds couteaux de s'exprimer pendant les 8 jours de course et offre aux leaders venus ici préparer la deuxième partie de saison un beau menu pour parfaire la condition physique.

### Équipes
Classé en catégorie 2.HC de l'UCI Europe Tour, le Tour d'Autriche est par conséquent ouvert aux UCI ProTeams dans la limite de 70 % des équipes participantes, aux équipes continentales professionnelles, aux équipes continentales autrichiennes et à une équipe nationale autrichienne.
| Nom de l'équipe         | Pays        | Code |
| ----------------------- | ----------- | ---- |
| Astana                  | Kazakhstan  | AST  |
| BMC Racing              | États-Unis  | BMC  |
| Cannondale              | Italie      | CAN  |
| Katusha                 | Russie      | KAT  |
| Lotto-Belisol           | Belgique    | LTB  |
| Omega Pharma-Quick Step | Belgique    | OPQ  |
| RadioShack-Leopard      | Luxembourg  | RLT  |
| Saxo-Tinkoff            | Danemark    | TST  |
| Sky                     | Royaume-Uni | SKY  |

| Nom de l'équipe              | Pays           | Code |
| ---------------------------- | -------------- | ---- |
| Androni Giocattoli-Venezuela | Italie         | AND  |
| Cofidis                      | France         | COF  |
| IAM                          | Suisse         | IAM  |
| MTN-Qhubeka                  | Afrique du Sud | MTN  |

| Nom de l'équipe                 | Pays     | Code |
| ------------------------------- | -------- | ---- |
| Arbö Gebrüder Weiss-Oberndorfer | Autriche | KTM  |
| Gourmetfein Simplon             | Autriche | GMS  |
| Tirol                           | Autriche | TIR  |
| Vorarlberg                      | Autriche | VBG  |
| WSA                             | Autriche | WSA  |

### Favoris
(juillet 2013).
Si vous disposez d'ouvrages ou d'articles de référence ou si vous connaissez des sites web de qualité traitant du thème abordé ici, merci de compléter l'article en donnant les références utiles à sa vérifiabilité et en les liant à la section « Notes et références ».
Les principaux favoris de ce Tour d'Autriche sont Ivan Basso qui vient ici se préparer en vue du Tour d'Espagne, Simon Špilak, 2e du Tour de Romandie en mai dernier, Chris Anker Sørensen non retenu pour le Tour de France à la surprise générale, ainsi que Robert Kišerlovski tout récent champion de Croatie. Parmi les principaux outsiders on notera la présence de Marco Pinotti, champion d'Italie du contre-la-montre, du Belge Kevin Seeldraeyers, du jeune Ian Boswell, le Moldave Alexandr Pliuschin, le Polonais Rafał Majka, très en vue lors du dernier Tour d'Italie, l'Espagnol Sergio Pardilla ou encore les Italiens Fabio Aru et Omar Bertazzo.[réf. souhaitée]
Du côté du sprint nous retrouvons ici le vainqueur du dernier Milan-San Remo Gerald Ciolek, la superstar belge Tom Boonen, le jeune Allemand Rüdiger Selig, le français Adrien Petit, le coureur de la formation Sky Mathew Hayman, le champion de Norvège Thor Hushovd, l'Italien Andrea Guardini, le récent vainqueur d'Halle-Ingooigme Kenny Dehaes.[réf. souhaitée]
Les autres têtes d'affiche de ce Tour de Suisse seront le vainqueur du dernier Paris-Roubaix Fabian Cancellara, le récent 2e du championnat de Belgique Gianni Meersman, les coureurs de la formation BMC Racing Alessandro Ballan et Greg Van Avermaet, le Kazakh vainqueur de Liège-Bastogne-Liège en 2012 Maxim Iglinskiy sans oublier les Autrichiens menés par Bernhard Eisel et Markus Eibegger, ancien champion d'Autriche.

## Étapes
| Étape     | Date        | Villes étapes                                               |  | Distance (km) | Vainqueur d’étape  | Leader du classement général |
| --------- | ----------- | ----------------------------------------------------------- |  | ------------- | ------------------ | ---------------------------- |
| 1re étape | 30 juin     | Innsbruck - Kühtai                                          |  | 134,9         | Kevin Seeldraeyers | Kevin Seeldraeyers           |
| 2e étape  | 1er juillet | Innsbruck - Kitzbüheler Horn                                |  | 157,4         | Kevin Seeldraeyers | Kevin Seeldraeyers           |
| 3e étape  | 2 juillet   | Heiligenblut - Matrei in Osttirol                           |  | 119,7         | Thor Hushovd       | Kevin Seeldraeyers           |
| 4e étape  | 3 juillet   | Matrei in Osttirol - St. Johann/Alpendorf                   |  | 146           | Mathias Frank      | Kevin Seeldraeyers           |
| 5e étape  | 4 juillet   | St. Johann/Alpendorf - Sonntagberg                          |  | 228,3         | Mathias Frank      | Kevin Seeldraeyers           |
| 6e étape  | 5 juillet   | Maria Taferl - Poysdorf                                     |  | 182           | Gerald Ciolek      | Kevin Seeldraeyers           |
| 7e étape  | 6 juillet   | Podersdorf am Neusiedler See - Podersdorf am Neusiedler See |  | 24,1          | Fabian Cancellara  | Riccardo Zoidl               |
| 8e étape  | 7 juillet   | Podersdorf am Neusiedler See - Vienne                       |  | 122,8         | Omar Bertazzo      | Riccardo Zoidl               |

## Déroulement de la course

### 1reétape
|    | Coureur             | Équipe                  |    | Temps           |
| -- | ------------------- | ----------------------- | -- | --------------- |
| 1  | Kevin Seeldraeyers  | Astana                  | en | 4 h 06 min 02 s |
| 2  | Riccardo Zoidl      | Gourmetfein Simplon     | +  | 8 s             |
| 3  | Joe Dombrowski      | Sky                     |    | 13 s            |
| 4  | Dries Devenyns      | Omega Pharma-Quick Step |    | 24 s            |
| 5  | Matthew Busche      | RadioShack-Leopard      |    | 24 s            |
| 6  | Aleksandr Dyachenko | Astana                  |    | 24 s            |
| 7  | Sergey Chernetskiy  | Katusha                 |    | 59 s            |
| 8  | Nicolas Edet        | Cofidis                 |    | 59 s            |
| 9  | Fabio Aru           | Astana                  |    | 59 s            |
| 10 | Petr Ignatenko      | Katusha                 |    | 59 s            |

|    | Coureur             | Équipe                  |    | Temps           |
| -- | ------------------- | ----------------------- | -- | --------------- |
| 1  | Kevin Seeldraeyers  | Astana                  | en | 4 h 05 min 52 s |
| 2  | Riccardo Zoidl      | Gourmetfein Simplon     | +  | 12 s            |
| 3  | Joe Dombrowski      | Sky                     |    | 19 s            |
| 4  | Dries Devenyns      | Omega Pharma-Quick Step |    | 34 s            |
| 5  | Matthew Busche      | RadioShack-Leopard      |    | 34 s            |
| 6  | Aleksandr Dyachenko | Astana                  |    | 34 s            |
| 7  | Sergey Chernetskiy  | Katusha                 |    | 1 min 09 s      |
| 8  | Nicolas Edet        | Cofidis                 |    | 1 min 09 s      |
| 9  | Fabio Aru           | Astana                  |    | 1 min 09 s      |
| 10 | Petr Ignatenko      | Katusha                 |    | 1 min 09 s      |

### 2eétape
|    | Coureur             | Équipe                  |    | Temps           |
| -- | ------------------- | ----------------------- | -- | --------------- |
| 1  | Kevin Seeldraeyers  | Astana                  | en | 4 h 17 min 15 s |
| 2  | Aleksandr Dyachenko | Astana                  | +  | 5 s             |
| 3  | Fabio Aru           | Astana                  |    | 14 s            |
| 4  | Dries Devenyns      | Omega Pharma-Quick Step |    | 26 s            |
| 5  | Riccardo Zoidl      | Gourmetfein Simplon     |    | 37 s            |
| 6  | Nicolas Edet        | Cofidis                 |    | 44 s            |
| 7  | Petr Ignatenko      | Katusha                 |    | 51 s            |
| 8  | Matija Kvasina      | Gourmetfein Simplon     |    | 56 s            |
| 9  | Sergey Chernetskiy  | Katusha                 |    | 1 min 05 s      |
| 10 | Jure Golčer         | Tirol                   |    | 1 min 13 s      |

|    | Coureur             | Équipe                  |    | Temps           |
| -- | ------------------- | ----------------------- | -- | --------------- |
| 1  | Kevin Seeldraeyers  | Astana                  | en | 8 h 22 min 57 s |
| 2  | Aleksandr Dyachenko | Astana                  | +  | 43 s            |
| 3  | Riccardo Zoidl      | Gourmetfein Simplon     |    | 59 s            |
| 4  | Dries Devenyns      | Omega Pharma-Quick Step |    | 1 min 10 s      |
| 5  | Fabio Aru           | Astana                  |    | 1 min 29 s      |
| 6  | Nicolas Edet        | Cofidis                 |    | 2 min 03 s      |
| 7  | Petr Ignatenko      | Katusha                 |    | 2 min 10 s      |
| 8  | Matthew Busche      | RadioShack-Leopard      |    | 2 min 15 s      |
| 9  | Sergey Chernetskiy  | Katusha                 |    | 2 min 24 s      |
| 10 | Stefan Denifl       | IAM                     |    | 3 min 05 s      |

### 3eétape
|    | Coureur            | Équipe                       |    | Temps           |
| -- | ------------------ | ---------------------------- | -- | --------------- |
| 1  | Thor Hushovd       | BMC Racing                   | en | 2 h 53 min 31 s |
| 2  | Daniel Oss         | BMC Racing                   | +  | m.t             |
| 3  | Gianni Meersman    | Omega Pharma-Quick Step      |    | m.t             |
| 4  | Simone Ponzi       | Astana                       |    | m.t             |
| 5  | Fabio Felline      | Androni Giocattoli-Venezuela |    | m.t             |
| 6  | Tosh Van der Sande | Lotto-Belisol                |    | m.t             |
| 7  | Greg Van Avermaet  | BMC Racing                   |    | m.t             |
| 8  | Daniele Ratto      | Cannondale                   |    | m.t             |
| 9  | Jan Ghyselinck     | Cofidis                      |    | m.t             |
| 10 | Jonathan Cantwell  | Saxo-Tinkoff                 |    | m.t             |

|    | Coureur             | Équipe                  |    | Temps            |
| -- | ------------------- | ----------------------- | -- | ---------------- |
| 1  | Kevin Seeldraeyers  | Astana                  | en | 11 h 16 min 28 s |
| 2  | Aleksandr Dyachenko | Astana                  | +  | 43 s             |
| 3  | Riccardo Zoidl      | Gourmetfein Simplon     |    | 59 s             |
| 4  | Dries Devenyns      | Omega Pharma-Quick Step |    | 1 min 10 s       |
| 5  | Fabio Aru           | Astana                  |    | 1 min 29 s       |
| 6  | Nicolas Edet        | Cofidis                 |    | 2 min 03 s       |
| 7  | Petr Ignatenko      | Katusha                 |    | 2 min 10 s       |
| 8  | Matthew Busche      | RadioShack-Leopard      |    | 2 min 15 s       |
| 9  | Sergey Chernetskiy  | Katusha                 |    | 2 min 24 s       |
| 10 | Stefan Denifl       | IAM                     |    | 3 min 05 s       |

### 4eétape
|    | Coureur              | Équipe                       |    | Temps           |
| -- | -------------------- | ---------------------------- | -- | --------------- |
| 1  | Mathias Frank        | BMC Racing                   | en | 3 h 42 min 39 s |
| 2  | Chris Anker Sørensen | Saxo-Tinkoff                 | +  | 8 s             |
| 3  | Matija Kvasina       | Gourmetfein Simplon          |    | 8 s             |
| 4  | Matthew Busche       | RadioShack-Leopard           |    | 10 s            |
| 5  | Rafał Majka          | Saxo-Tinkoff                 |    | 12 s            |
| 6  | Stefano Agostini     | Cannondale                   |    | 16 s            |
| 7  | Robert Kišerlovski   | RadioShack-Leopard           |    | 16 s            |
| 8  | Ian Boswell          | Sky                          |    | 19 s            |
| 9  | Patrick Facchini     | Androni Giocattoli-Venezuela |    | 20 s            |
| 10 | Gianluca Brambilla   | Omega Pharma-Quick Step      |    | 26 s            |

|    | Coureur             | Équipe                  |    | Temps            |
| -- | ------------------- | ----------------------- | -- | ---------------- |
| 1  | Kevin Seeldraeyers  | Astana                  | en | 14 h 59 min 42 s |
| 2  | Riccardo Zoidl      | Gourmetfein Simplon     | +  | 59 s             |
| 3  | Aleksandr Dyachenko | Astana                  |    | 1 min 04 s       |
| 4  | Dries Devenyns      | Omega Pharma-Quick Step |    | 1 min 31 s       |
| 5  | Matthew Busche      | RadioShack-Leopard      |    | 1 min 50 s       |
| 6  | Nicolas Edet        | Cofidis                 |    | 2 min 01 s       |
| 7  | Fabio Aru           | Astana                  |    | 2 min 09 s       |
| 8  | Petr Ignatenko      | Katusha                 |    | 2 min 17 s       |
| 9  | Sergey Chernetskiy  | Katusha                 |    | 2 min 24 s       |
| 10 | Matija Kvasina      | Gourmetfein Simplon     |    | 2 min 49 s       |

### 5eétape
|    | Coureur             | Équipe                       |    | Temps           |
| -- | ------------------- | ---------------------------- | -- | --------------- |
| 1  | Mathias Frank       | BMC Racing                   | en | 5 h 21 min 41 s |
| 2  | Rafał Majka         | Saxo-Tinkoff                 | +  | 5 s             |
| 3  | Nicolas Edet        | Cofidis                      |    | 6 s             |
| 4  | Riccardo Zoidl      | Gourmetfein Simplon          |    | 9 s             |
| 5  | Patrick Facchini    | Androni Giocattoli-Venezuela |    | 9 s             |
| 6  | Sergey Chernetskiy  | Katusha                      |    | 12 s            |
| 7  | Petr Ignatenko      | Katusha                      |    | 12 s            |
| 8  | Aleksandr Dyachenko | Astana                       |    | 16 s            |
| 9  | Kevin Seeldraeyers  | Astana                       |    | 16 s            |
| 10 | Stefano Agostini    | Cannondale                   |    | 18 s            |

|    | Coureur             | Équipe                  |    | Temps            |
| -- | ------------------- | ----------------------- | -- | ---------------- |
| 1  | Kevin Seeldraeyers  | Astana                  | en | 20 h 21 min 39 s |
| 2  | Riccardo Zoidl      | Gourmetfein Simplon     | +  | 52 s             |
| 3  | Aleksandr Dyachenko | Astana                  |    | 1 min 04 s       |
| 4  | Dries Devenyns      | Omega Pharma-Quick Step |    | 1 min 45 s       |
| 5  | Nicolas Edet        | Cofidis                 |    | 1 min 47 s       |
| 6  | Matthew Busche      | RadioShack-Leopard      |    | 2 min 04 s       |
| 7  | Petr Ignatenko      | Katusha                 |    | 2 min 13 s       |
| 8  | Sergey Chernetskiy  | Katusha                 |    | 2 min 20 s       |
| 9  | Fabio Aru           | Astana                  |    | 2 min 37 s       |
| 10 | Matija Kvasina      | Gourmetfein Simplon     |    | 3 min 02 s       |

### 6eétape
|    | Coureur             | Équipe                       |    | Temps           |
| -- | ------------------- | ---------------------------- | -- | --------------- |
| 1  | Gerald Ciolek       | MTN-Qhubeka                  | en | 4 h 17 min 42 s |
| 2  | Simone Ponzi        | Astana                       | +  | m.t             |
| 3  | Jonathan Cantwell   | Saxo-Tinkoff                 |    | m.t             |
| 4  | Tosh Van der Sande  | Lotto-Belisol                |    | m.t             |
| 5  | Fabio Felline       | Androni Giocattoli-Venezuela |    | m.t             |
| 6  | Omar Bertazzo       | Androni Giocattoli-Venezuela |    | m.t             |
| 7  | Thor Hushovd        | BMC Racing                   |    | m.t             |
| 8  | Alessandro Malaguti | Androni Giocattoli-Venezuela |    | m.t             |
| 9  | Daniel Biedermann   | Vorarlberg                   |    | m.t             |
| 10 | Christopher Sutton  | Sky                          |    | m.t             |

|    | Coureur             | Équipe                  |    | Temps            |
| -- | ------------------- | ----------------------- | -- | ---------------- |
| 1  | Kevin Seeldraeyers  | Astana                  | en | 20 h 21 min 39 s |
| 2  | Riccardo Zoidl      | Gourmetfein Simplon     | +  | 52 s             |
| 3  | Aleksandr Dyachenko | Astana                  |    | 1 min 04 s       |
| 4  | Dries Devenyns      | Omega Pharma-Quick Step |    | 1 min 45 s       |
| 5  | Nicolas Edet        | Cofidis                 |    | 1 min 47 s       |
| 6  | Matthew Busche      | RadioShack-Leopard      |    | 2 min 04 s       |
| 7  | Petr Ignatenko      | Katusha                 |    | 2 min 13 s       |
| 8  | Sergey Chernetskiy  | Katusha                 |    | 2 min 20 s       |
| 9  | Fabio Aru           | Astana                  |    | 2 min 37 s       |
| 10 | Matija Kvasina      | Gourmetfein Simplon     |    | 3 min 02 s       |

### 7eétape
|    | Coureur            | Équipe                  |    | Temps       |
| -- | ------------------ | ----------------------- | -- | ----------- |
| 1  | Fabian Cancellara  | RadioShack-Leopard      | en | 27 min 56 s |
| 2  | Marco Pinotti      | BMC Racing              | +  | 22 s        |
| 3  | Kristof Vandewalle | Omega Pharma-Quick Step |    | 46 s        |
| 4  | Vladimir Isaychev  | Katusha                 |    | 48 s        |
| 5  | Jesse Sergent      | RadioShack-Leopard      |    | 49 s        |
| 6  | Sergey Chernetskiy | Katusha                 |    | 52 s        |
| 7  | Gianni Meersman    | Omega Pharma-Quick Step |    | 1 min 06 s  |
| 8  | Gert Jõeäär        | Cofidis                 |    | 1 min 08 s  |
| 9  | Benjamin King      | RadioShack-Leopard      |    | 1 min 13 s  |
| 10 | Michel Koch        | Cannondale              |    | 1 min 15 s  |

|    | Coureur             | Équipe                  |    | Temps            |
| -- | ------------------- | ----------------------- | -- | ---------------- |
| 1  | Riccardo Zoidl      | Gourmetfein Simplon     | en | 25 h 09 min 37 s |
| 2  | Aleksandr Dyachenko | Astana                  | +  | 33 s             |
| 3  | Kevin Seeldraeyers  | Astana                  |    | 50 s             |
| 4  | Sergey Chernetskiy  | Katusha                 |    | 53 s             |
| 5  | Dries Devenyns      | Omega Pharma-Quick Step |    | 1 min 20 s       |
| 6  | Petr Ignatenko      | Katusha                 |    | 1 min 24 s       |
| 7  | Matthew Busche      | RadioShack-Leopard      |    | 1 min 45 s       |
| 8  | Fabio Aru           | Astana                  |    | 2 min 19 s       |
| 9  | Nicolas Edet        | Cofidis                 |    | 2 min 32 s       |
| 10 | Matija Kvasina      | Gourmetfein Simplon     |    | 3 min 31 s       |

### 8eétape
|    | Coureur                | Équipe                          |    | Temps           |
| -- | ---------------------- | ------------------------------- | -- | --------------- |
| 1  | Omar Bertazzo          | Androni Giocattoli-Venezuela    | en | 2 h 40 min 14 s |
| 2  | Christopher Sutton     | Sky                             | +  | m.t             |
| 3  | Simone Ponzi           | Astana                          |    | m.t             |
| 4  | Marco Haller           | Katusha                         |    | m.t             |
| 5  | Gianni Meersman        | Omega Pharma-Quick Step         |    | m.t             |
| 6  | Andreas Müller         | Arbö Gebrüder Weiss-Oberndorfer |    | m.t             |
| 7  | Mathew Hayman          | Sky                             |    | m.t             |
| 8  | Daniel Oss             | BMC Racing                      |    | m.t             |
| 9  | Wolfgang Geisler       | WSA                             |    | m.t             |
| 10 | Viatcheslav Kouznetsov | Katusha                         |    | m.t             |

|    | Coureur             | Équipe                  |    | Temps            |
| -- | ------------------- | ----------------------- | -- | ---------------- |
| 1  | Riccardo Zoidl      | Gourmetfein Simplon     | en | 27 h 49 min 51 s |
| 2  | Aleksandr Dyachenko | Astana                  | +  | 33 s             |
| 3  | Kevin Seeldraeyers  | Astana                  |    | 50 s             |
| 4  | Sergey Chernetskiy  | Katusha                 |    | 53 s             |
| 5  | Dries Devenyns      | Omega Pharma-Quick Step |    | 1 min 20 s       |
| 6  | Petr Ignatenko      | Katusha                 |    | 1 min 24 s       |
| 7  | Matthew Busche      | RadioShack-Leopard      |    | 1 min 45 s       |
| 8  | Fabio Aru           | Astana                  |    | 2 min 19 s       |
| 9  | Nicolas Edet        | Cofidis                 |    | 2 min 32 s       |
| 10 | Matija Kvasina      | Gourmetfein Simplon     |    | 3 min 31 s       |

## Classements finals

### Classement général
|    | Cycliste            | Pays       | Équipe                  |    | Temps            |
| -- | ------------------- | ---------- | ----------------------- | -- | ---------------- |
| 1  | Riccardo Zoidl      | Autriche   | Gourmetfein Simplon     | en | 2 7h 49 min 51 s |
| 2  | Aleksandr Dyachenko | Kazakhstan | Astana                  | +  | 33 s             |
| 3  | Kevin Seeldraeyers  | Belgique   | Astana                  |    | 50 s             |
| 4  | Sergey Chernetskiy  | Russie     | Katusha                 |    | 53 s             |
| 5  | Dries Devenyns      | Belgique   | Omega Pharma-Quick Step |    | 1 min 20 s       |
| 6  | Petr Ignatenko      | Russie     | Katusha                 |    | 1 min 24 s       |
| 7  | Matthew Busche      | États-Unis | RadioShack-Leopard      |    | 1 min 45 s       |
| 8  | Fabio Aru           | Italie     | Astana                  |    | 2 min 19 s       |
| 9  | Nicolas Edet        | France     | Cofidis                 |    | 2 min 32 s       |
| 10 | Matija Kvasina      | Croatie    | Gourmetfein Simplon     |    | 3 min 31 s       |

### Classements annexes
|   | Cycliste           | Équipe     | Points |
| - | ------------------ | ---------- | ------ |
| 1 | Kevin Seeldraeyers | Astana     | 33     |
| 2 | Mathias Frank      | BMC Racing | 31     |
| 3 | Simone Ponzi       | Astana     | 30     |

|   | Cycliste             | Équipe              | Points |
| - | -------------------- | ------------------- | ------ |
| 1 | Kevin Seeldraeyers   | Astana              | 31     |
| 2 | Chris Anker Sørensen | Saxo-Tinkoff        | 27     |
| 3 | Riccardo Zoidl       | Gourmetfein Simplon | 25     |

|   | Cycliste           | Équipe  |    | Temps            |
| - | ------------------ | ------- | -- | ---------------- |
| 1 | Sergey Chernetskiy | Katusha | en | 27 h 50 min 44 s |
| 2 | Fabio Aru          | Astana  | +  | 1 min 26 s       |
| 3 | Ian Boswell        | Sky     |    | 4 min 08 s       |

|   | Équipe             | Pays       |    | Temps            |
| - | ------------------ | ---------- | -- | ---------------- |
| 1 | Astana             | Kazakhstan | en | 83 h 32 min 24 s |
| 2 | RadioShack-Leopard | Luxembourg | +  | 10 min 14 s      |
| 3 | Katusha            | Russie     |    | 11 min 01 s      |

## Évolution des classements
| Étape              | Vainqueur          | Classement général | Classement par points | Classement de la montagne | Classement du meilleur jeune | Classement par équipes |
| ------------------ | ------------------ | ------------------ | --------------------- | ------------------------- | ---------------------------- | ---------------------- |
| 1                  | Kevin Seeldraeyers | Kevin Seeldraeyers | Kevin Seeldraeyers    | Riccardo Zoidl            | Joe Dombrowski               | Astana                 |
| 2                  | Kevin Seeldraeyers | Kevin Seeldraeyers | Kevin Seeldraeyers    | Kevin Seeldraeyers        | Fabio Aru                    | Astana                 |
| 3                  | Thor Hushovd       | Kevin Seeldraeyers | Kevin Seeldraeyers    | Kevin Seeldraeyers        | Fabio Aru                    | Astana                 |
| 4                  | Mathias Frank      | Kevin Seeldraeyers | Kevin Seeldraeyers    | Kevin Seeldraeyers        | Fabio Aru                    | Astana                 |
| 5                  | Mathias Frank      | Kevin Seeldraeyers | Kevin Seeldraeyers    | Kevin Seeldraeyers        | Sergey Chernetskiy           | Astana                 |
| 6                  | Gerald Ciolek      | Kevin Seeldraeyers | Kevin Seeldraeyers    | Kevin Seeldraeyers        | Sergey Chernetskiy           | Astana                 |
| 7                  | Fabian Cancellara  | Riccardo Zoidl     | Kevin Seeldraeyers    | Kevin Seeldraeyers        | Sergey Chernetskiy           | Astana                 |
| 8                  | Omar Bertazzo      | Riccardo Zoidl     | Kevin Seeldraeyers    | Kevin Seeldraeyers        | Sergey Chernetskiy           | Astana                 |
| Classements finals | Classements finals | Riccardo Zoidl     | Kevin Seeldraeyers    | Kevin Seeldraeyers        | Sergey Chernetskiy           | Astana                 |

## Liste des participants
| Légende | Légende                                                                                                  | Légende | Légende                                                                                         |
| ------- | --- | ------- | ----------------------------------------------------------------------------------------------- |
| Num     | Dossard de départ porté par le coureur sur ce Tour d'Autriche                                            | Pos     | Position finale au classement général                                                           |
|         | Indique le vainqueur du classement général                                                               |         | Indique le vainqueur du classement de la montagne                                               |
|         | Indique le vainqueur du classement par points                                                            |         | Indique le vainqueur du classement du meilleur jeune                                            |
| NP      | Indique un coureur qui n'a pas pris le départ d'une étape, suivi du numéro de l'étape où il s'est retiré | AB      | Indique un coureur qui n'a pas terminé une étape, suivi du numéro de l'étape où il s'est retiré |
| HD      | Indique un coureur qui a terminé une étape hors des délais, suivi du numéro de l'étape                   | EX      | Coureur exclu pour non-respect du règlement                                                     |
| *       | Indique un coureur en lice pour le maillot blanc (coureurs nés après le 1er janvier 1988)                |         |                                                                                                 |

| RadioShack-Leopard RLT | RadioShack-Leopard RLT   | RadioShack-Leopard RLT |
| ---------------------- | ------------------------ | ---------------------- |
| Num                    | Coureur                  | Pos                    |
| 1                      | Matthew Busche (USA)     | 7e                     |
| 2                      | Fabian Cancellara (SUI)  | 54e                    |
| 3                      | George Bennett (NZL)     | 18e                    |
| 4                      | Ben King (USA)           | 29e                    |
| 5                      | Robert Kišerlovski (CRO) | 23e                    |
| 6                      | Yaroslav Popovych (UKR)  | 51e                    |
| 8                      | Jesse Sergent (NZL)      | 86e                    |

| Katusha KAT | Katusha KAT                  | Katusha KAT |
| ----------- | ---------------------------- | ----------- |
| Num         | Coureur                      | Pos         |
| 11          | Dmitry Kozontchuk (RUS)      | 24e         |
| 12          | Sergey Chernetskiy (RUS)*    | 4e          |
| 13          | Marco Haller (AUT)*          | 124e        |
| 14          | Petr Ignatenko (RUS)         | 6e          |
| 15          | Vladimir Isaychev (RUS)      | 100e        |
| 16          | Viatcheslav Kouznetsov (RUS) | 95e         |
| 17          | Mikhail Ignatiev (RUS)       | 127e        |
| 18          | Rüdiger Selig (GER)*         | 126e        |

| Omega Pharma-Quick Step OPQ | Omega Pharma-Quick Step OPQ | Omega Pharma-Quick Step OPQ |
| --------------------------- | --------------------------- | --------------------------- |
| Num                         | Coureur                     | Pos                         |
| 21                          | Tom Boonen (BEL)            | NP-2                        |
| 22                          | Gianluca Brambilla (ITA)*   | 17e                         |
| 23                          | Kevin De Weert (BEL)        | 36e                         |
| 24                          | Dries Devenyns (BEL)        | 5e                          |
| 25                          | Gianni Meersman (BEL)       | 34e                         |
| 26                          | Bert Grabsch (GER)          | 62e                         |
| 27                          | Kristof Vandewalle (BEL)    | 80e                         |
| 28                          | Carlos Verona (ESP)*        | 40e                         |

| Sky SKY | Sky SKY                      | Sky SKY |
| ------- | ---------------------------- | ------- |
| Num     | Coureur                      | Pos     |
| 31      | Ian Boswell (USA)*           | 15e     |
| 32      | Joe Dombrowski (USA)*        | 28e     |
| 33      | Bernhard Eisel (AUT)         | 102e    |
| 34      | Mathew Hayman (AUS)          | 101e    |
| 35      | Salvatore Puccio (ITA)*      | 77e     |
| 36      | Christopher Sutton (AUS)     | 110e    |
| 37      | Jonathan Tiernan-Locke (GBR) | 73e     |
| 38      | Xabier Zandio (ESP)          | 27e     |

| BMC Racing BMC | BMC Racing BMC          | BMC Racing BMC |
| -------------- | ----------------------- | -------------- |
| Num            | Coureur                 | Pos            |
| 41             | Alessandro Ballan (ITA) | 119e           |
| 42             | Thor Hushovd (NOR)      | AB-8           |
| 43             | Dominik Nerz (GER)      | 37e            |
| 44             | Mathias Frank (SUI)     | 12e            |
| 45             | Daniel Oss (ITA)        | 99e            |
| 46             | Marco Pinotti (ITA)     | 47e            |
| 47             | Greg Van Avermaet (BEL) | 35e            |
| 48             | Danilo Wyss (SUI)       | 33e            |

| Cannondale CAN | Cannondale CAN         | Cannondale CAN |
| -------------- | ---------------------- | -------------- |
| Num            | Coureur                | Pos            |
| 51             | Stefano Agostini (ITA) | 30e            |
| 52             | Ivan Basso (ITA)       | 57e            |
| 53             | Federico Canuti (ITA)  | 65e            |
| 54             | Matthias Krizek (AUT)* | 50e            |
| 55             | Michel Koch (GER)      | 92e            |
| 56             | Maciej Paterski (POL)  | 87e            |
| 57             | Daniele Ratto (ITA)    | 38e            |
| 58             | Juraj Sagan (SVK)*     | 116e           |

| Astana AST | Astana AST               | Astana AST |
| ---------- | ------------------------ | ---------- |
| Num        | Coureur                  | Pos        |
| 61         | Fabio Aru (ITA)*         | 8e         |
| 62         | Borut Božič (SLO)        | 133e       |
| 63         | Alexandr Dyachenko (KAZ) | 2e         |
| 64         | Andrea Guardini (ITA)*   | AB-3       |
| 65         | Maxim Iglinskiy (KAZ)    | 84e        |
| 66         | Andriy Grivko (UKR)      | 79e        |
| 67         | Simone Ponzi (ITA)*      | 56e        |
| 68         | Kevin Seeldraeyers (BEL) | 3e         |

| Saxo-Tinkoff TST | Saxo-Tinkoff TST           | Saxo-Tinkoff TST |
| ---------------- | -------------------------- | ---------------- |
| Num              | Coureur                    | Pos              |
| 71               | Jonathan Cantwell (AUS)    | 106e             |
| 72               | Nicki Sørensen (DEN)       | 105e             |
| 73               | Timothy Duggan (USA)       | 74e              |
| 74               | Chris Anker Sørensen (DEN) | 11e              |
| 75               | Rafał Majka (POL)*         | 19e              |
| 76               | Jay McCarthy (AUS)         | 60e              |
| 77               | Bruno Pires (POR)          | 41e              |
| 78               | Rory Sutherland (AUS)      | 71e              |

| Lotto-Belisol LTB | Lotto-Belisol LTB         | Lotto-Belisol LTB |
| ----------------- | ------------------------- | ----------------- |
| Num               | Coureur                   | Pos               |
| 81                | Gaëtan Bille (BEL)        | 85e               |
| 82                | Sander Cordeel (BEL)*     | 82e               |
| 83                | Dirk Bellemakers (NED)    | 46e               |
| 84                | Dennis Vanendert (BEL)    | AB-4              |
| 85                | Jonas Van Genechten (BEL) | 118e              |
| 86                | Jurgen Van de Walle (BEL) | 42e               |
| 87                | Tosh Van der Sande (BEL)* | 64e               |
| 88                | Tim Wellens (BEL)*        | 55e               |

| IAM | IAM                       | IAM  |
| --- | ------------------------- | ---- |
| Num | Coureur                   | Pos  |
| 91  | Jonathan Fumeaux (SUI)*   | 20e  |
| 92  | Matthias Brändle (AUT)*   | HD-4 |
| 93  | Stefan Denifl (AUT)       | AB-6 |
| 94  | Kristof Goddaert (BEL)    | 81e  |
| 95  | Kevyn Ista (BEL)          | 108e |
| 96  | Gustav-Erik Larsson (SWE) | NP-7 |
| 97  | Alexandr Pliuschin (MDA)  | 49e  |
| 98  | Aleksejs Saramotins (LAT) | 44e  |

| MTN-Qhubeka MTN | MTN-Qhubeka MTN           | MTN-Qhubeka MTN |
| --------------- | ------------------------- | --------------- |
| Num             | Coureur                   | Pos             |
| 101             | Gerald Ciolek (GER)       | 104e            |
| 102             | Ignatas Konovalovas (LTU) | 45e             |
| 103             | Louis Meintjes (RSA)*     | 68e             |
| 104             | Dennis van Niekerk (RSA)  | 25e             |
| 105             | Sergio Pardilla (ESP)     | 14e             |
| 106             | Martin Reimer (GER)       | 123e            |
| 107             | Johann van Zyl (RSA)*     | 76e             |
| 108             | Martin Wesemann (RSA)     | 125e            |

| Cofidis COF | Cofidis COF            | Cofidis COF |
| ----------- | ---------------------- | ----------- |
| Num         | Coureur                | Pos         |
| 111         | Cyril Bessy (FRA)      | 112e        |
| 112         | Nicolas Edet (FRA)     | 9e          |
| 113         | Julien Fouchard (FRA)* | 39e         |
| 114         | Jan Ghyselinck (BEL)*  | 128e        |
| 115         | Gert Jõeäär (EST)      | 109e        |
| 116         | Nico Sijmens (BEL)     | 53e         |
| 117         | Adrien Petit (FRA)*    | 117e        |
| 118         | Tristan Valentin (FRA) | 96e         |

| Androni Giocattoli-Venezuela AND | Androni Giocattoli-Venezuela AND | Androni Giocattoli-Venezuela AND |
| -------------------------------- | -------------------------------- | -------------------------------- |
| Num                              | Coureur                          | Pos                              |
| 121                              | Omar Bertazzo (ITA)*             | 113e                             |
| 122                              | Riccardo Chiarini (ITA)          | 67e                              |
| 123                              | Fabio Felline (ITA)*             | 97e                              |
| 124                              | Marco Frapporti (ITA)            | 70e                              |
| 125                              | Matteo Di Serafino (ITA)*        | 52e                              |
| 126                              | Alessandro Malaguti (ITA)*       | 83e                              |
| 127                              | Patrick Facchini (ITA)*          | 16e                              |
| 128                              | Antonio Parrinello (ITA)*        | 88e                              |

| Gourmetfein Simplon GMS | Gourmetfein Simplon GMS     | Gourmetfein Simplon GMS |
| ----------------------- | --------------------------- | ----------------------- |
| Num                     | Coureur                     | Pos                     |
| 131                     | Markus Eibegger (AUT)       | 69e                     |
| 132                     | Felix Grossschartner (AUT)* | 94e                     |
| 133                     | Matija Kvasina (CRO)        | 10e                     |
| 134                     | Daniel Paulus (AUT)*        | 43e                     |
| 135                     | Matej Marin (SLO)           | 120e                    |
| 136                     | Stephan Rabitsch (AUT)*     | 115e                    |
| 137                     | Jan Sokol (AUT)*            | 121e                    |
| 138                     | Riccardo Zoidl (AUT)        | 1er                     |

| WSA | WSA                       | WSA  |
| --- | ------------------------- | ---- |
| Num | Coureur                   | Pos  |
| 141 | Michael Taferner (AUT)    | 135e |
| 142 | Josef Benetseder (AUT)    | 129e |
| 143 | Wolfgang Geisler (AUT)    | 122e |
| 144 | Markus Götz (AUT)         | 59e  |
| 145 | Paul Lang (AUT)           | 21e  |
| 146 | Hans-Jörg Leopold (AUT)   | 22e  |
| 147 | Martin Schöffmann (AUT)   | 66e  |
| 148 | Patrick Schörkmayer (AUT) | 136e |

| Vorarlberg VBG | Vorarlberg VBG           | Vorarlberg VBG |
| -------------- | ------------------------ | -------------- |
| Num            | Coureur                  | Pos            |
| 151            | Florian Bissinger (GER)* | 93e            |
| 152            | Daniel Biedermann (AUT)* | 107e           |
| 153            | Boštjan Rezman (SLO)     | 31e            |
| 154            | Remco Broers (NED)*      | 78e            |
| 155            | Maarten de Jonge (NED)   | 48e            |
| 156            | Andreas Hofer (AUT)*     | 89e            |
| 157            | Dominik Hrinkow (AUT)*   | 58e            |
| 158            | Christoph Springer (GER) | 90e            |

| Tirol TIR | Tirol TIR                | Tirol TIR |
| --------- | ------------------------ | --------- |
| Num       | Coureur                  | Pos       |
| 161       | Clemens Fankhauser (AUT) | 61e       |
| 162       | Jure Golčer (SLO)        | 13e       |
| 163       | Stefan Praxmarer (AUT)   | 103e      |
| 164       | Patric Schultus (AUT)    | 114e      |
| 165       | Harald Totschnig (AUT)   | 26e       |
| 166       | Hannes Kapeller (AUT)    | 134e      |
| 167       | Martin Weiss (AUT)       | 98e       |
| 168       | David Wöhrer (AUT)       | 32e       |

| Arbö Gebrüder Weiss-Oberndorfer KTM | Arbö Gebrüder Weiss-Oberndorfer KTM | Arbö Gebrüder Weiss-Oberndorfer KTM |
| ----------------------------------- | ----------------------------------- | ----------------------------------- |
| Num                                 | Coureur                             | Pos                                 |
| 171                                 | Benjamim Edmüller (GER)             | 130e                                |
| 172                                 | Michael Gogl (AUT)*                 | 63e                                 |
| 173                                 | Benedikt Kendler (GER)*             | 111e                                |
| 174                                 | Jakub Kratochvíla (CZE)*            | 75e                                 |
| 175                                 | Maximilian Kuen (AUT)*              | 91e                                 |
| 176                                 | Petr Lechner (CZE)                  | 132e                                |
| 177                                 | Andreas Müller (AUT)                | 131e                                |
| 178                                 | Lukas Zeller (AUT)*                 | 72e                                 |